# Хольт (Шлезвиг)
Хольт (нем. Holt) — община в Германии, в земле Шлезвиг-Гольштейн.
Входит в состав района Шлезвиг-Фленсбург. Подчиняется управлению Шаффлунд. Население составляет 182 человека (на 31 декабря 2010 года). Занимает площадь 13,42 км².